# Сьюдад-Виктория (аэропорт)
Международный аэропорт имени Генерала Педро Хосе Мендеса (исп. Aeropuerto Internacional General Pedro José Méndez, (ИАТА: CVM, ИКАО: MMCV), также Международный аэропорт Сьюдад-Виктория — международный аэропорт, расположенный в городе Сьюдад-Виктория, Тамаулипас, Мексика. Аэропортом управляет государственная корпорация «Aeropuertos y Servicios Auxiliares».

## Информация

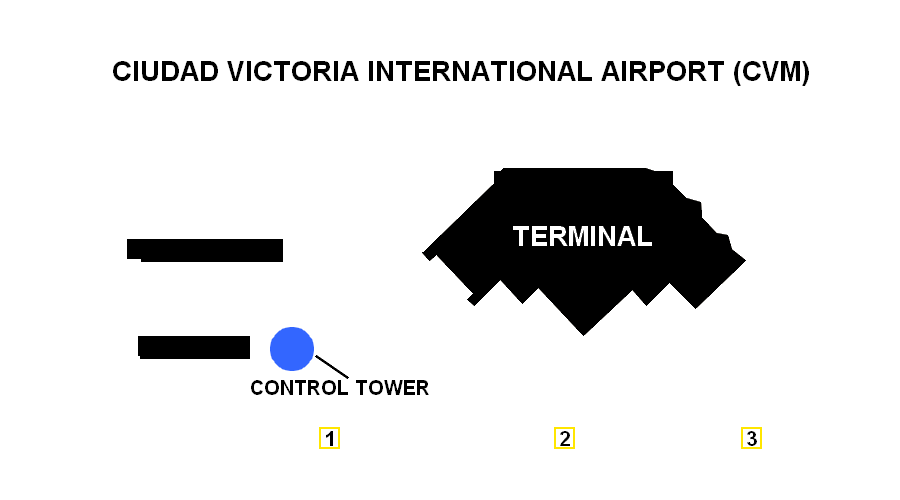
Схема аэропорта

Аэропорт был включен в сеть ASA в 1965 году, его площадь составляет около 388 гектаров, а его площадка для коммерческой авиации составляет 1,62 гектара; Он также имеет три перрона и взлетно-посадочную полосу длиной 2,2 км, подходящую для приема самолетов типа Boeing 737 и Airbus A320.
Имеет собственную автостоянку на 250 мест.
В 2019 году Сьюдад-Виктория приняла 50 557 пассажиров, а в 2020 году — 15 088 пассажиров.
В аэропорту есть эксклюзивный зал Aeromar, Aeromar Lounge.
Аэропорт был назван в честь Педро Хосе Мендеса, выдающегося военного деятеля из мексиканского штата Тамаулипас.

## Галерея

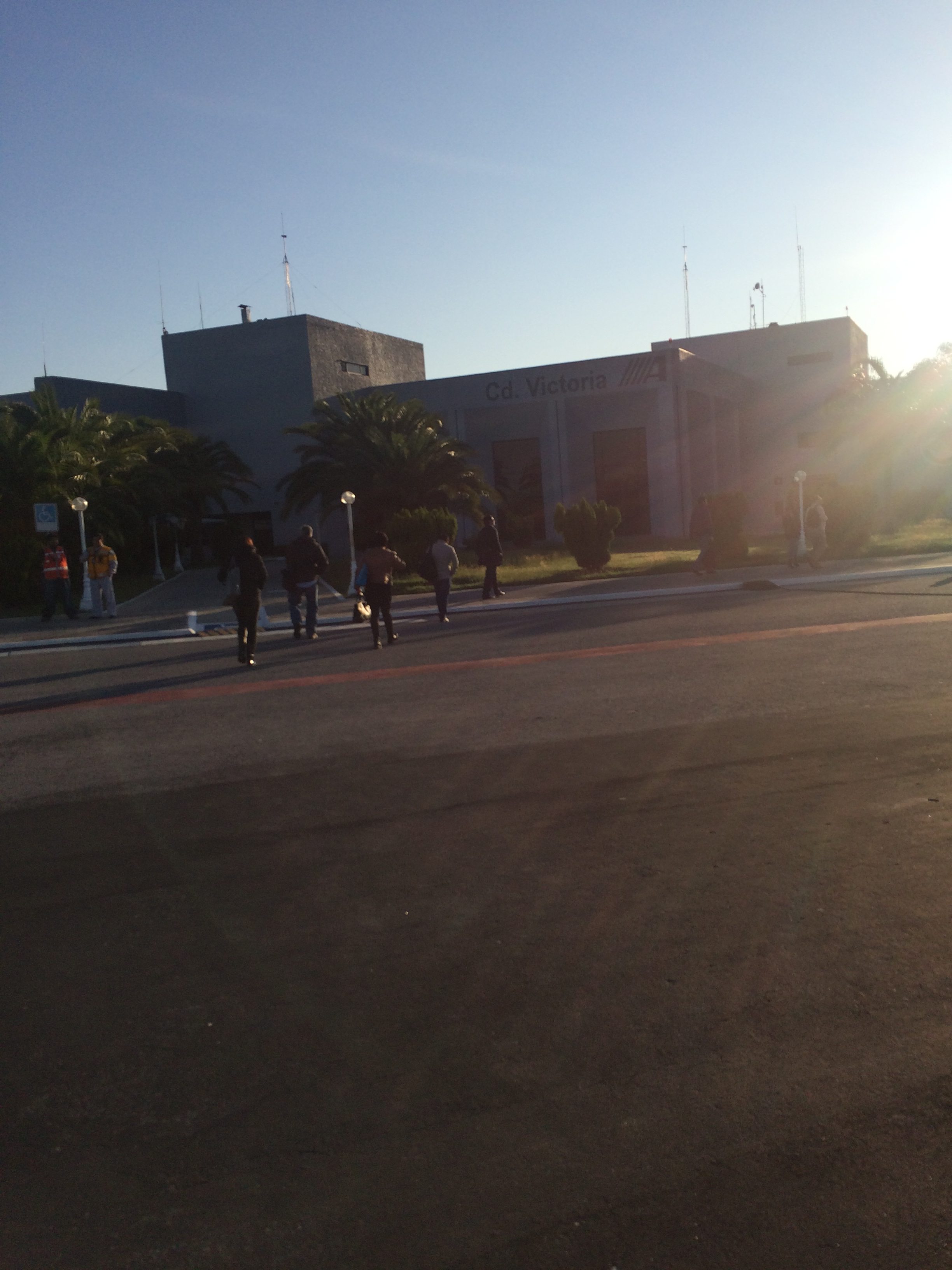
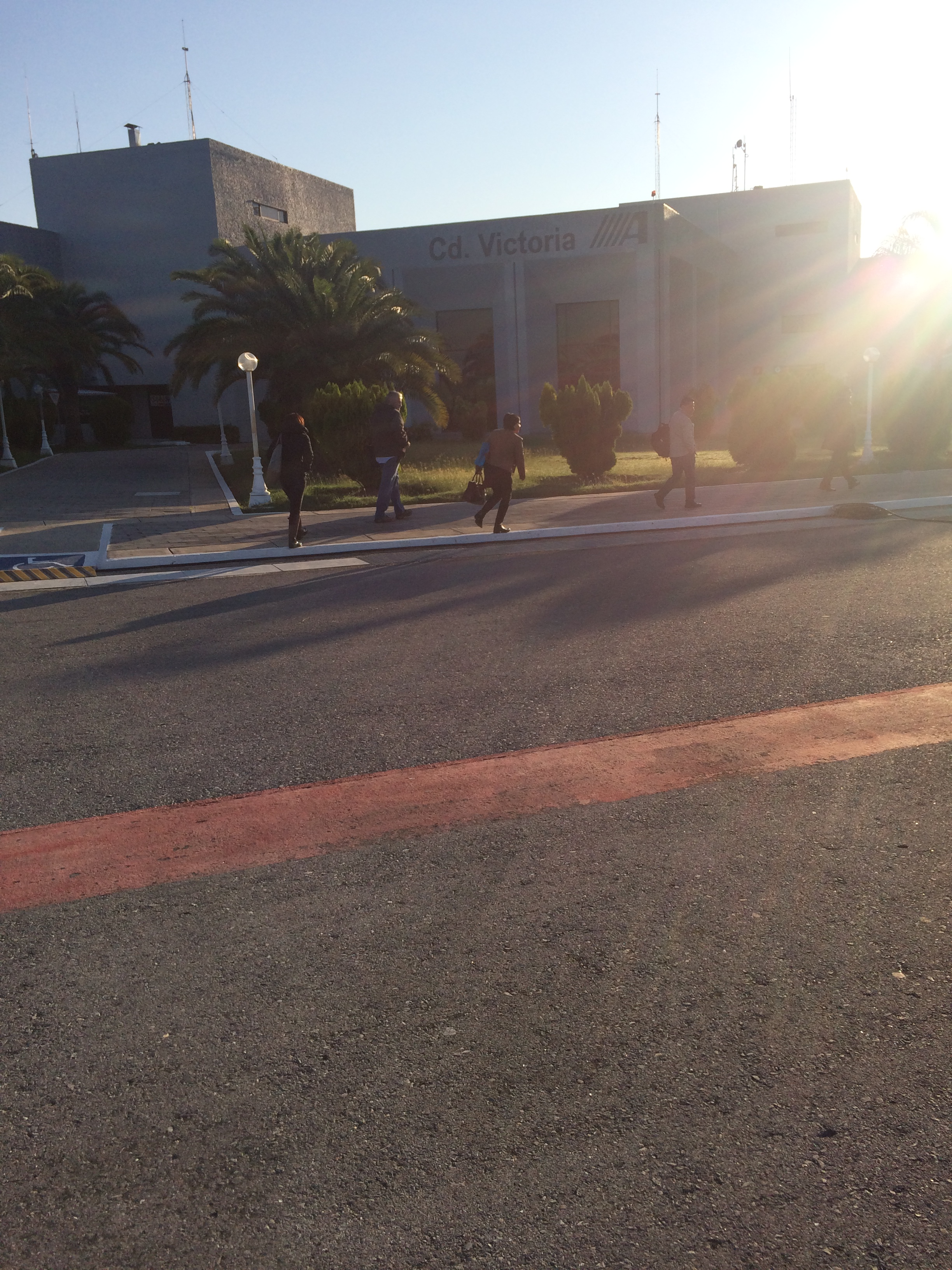
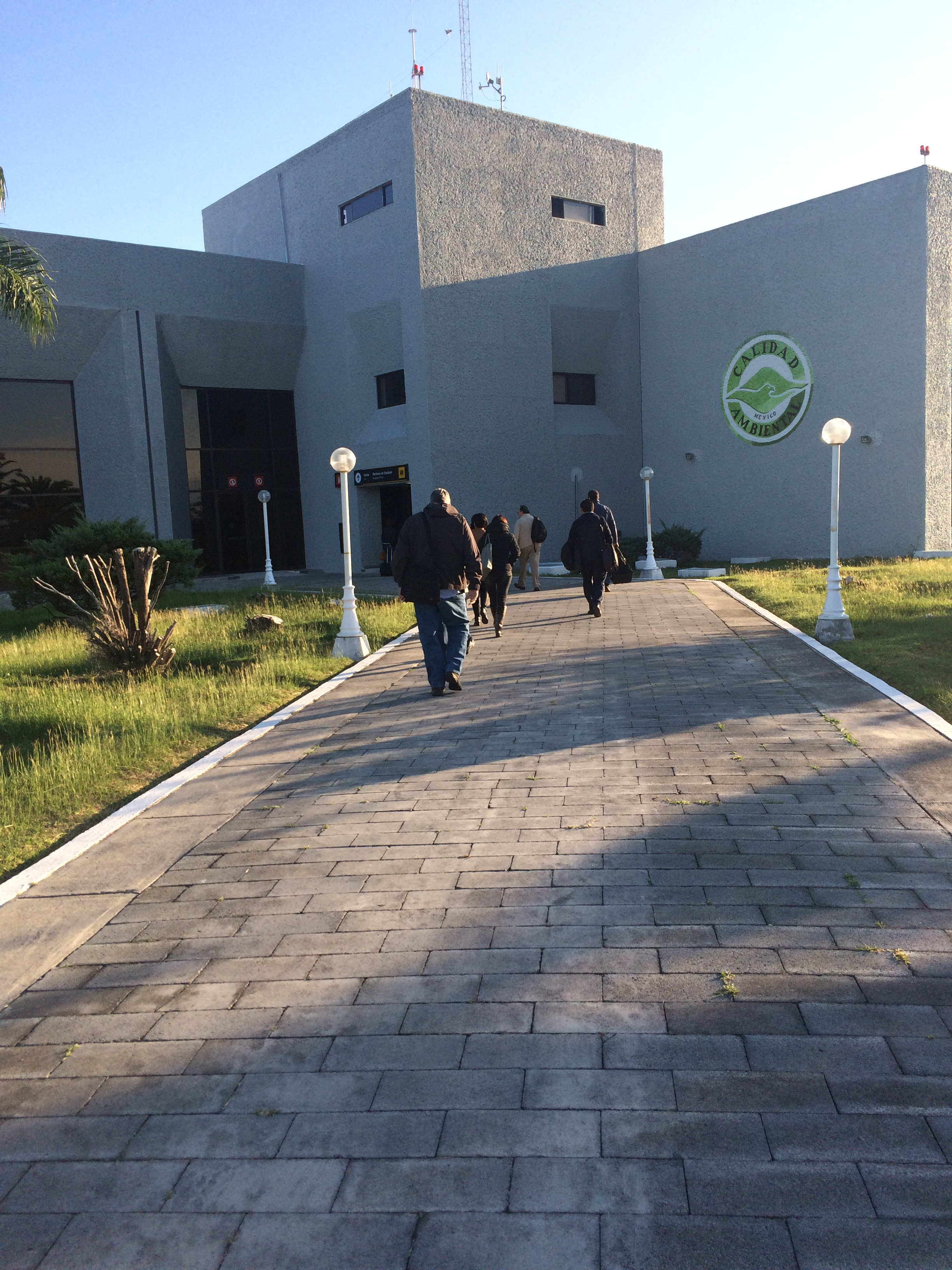
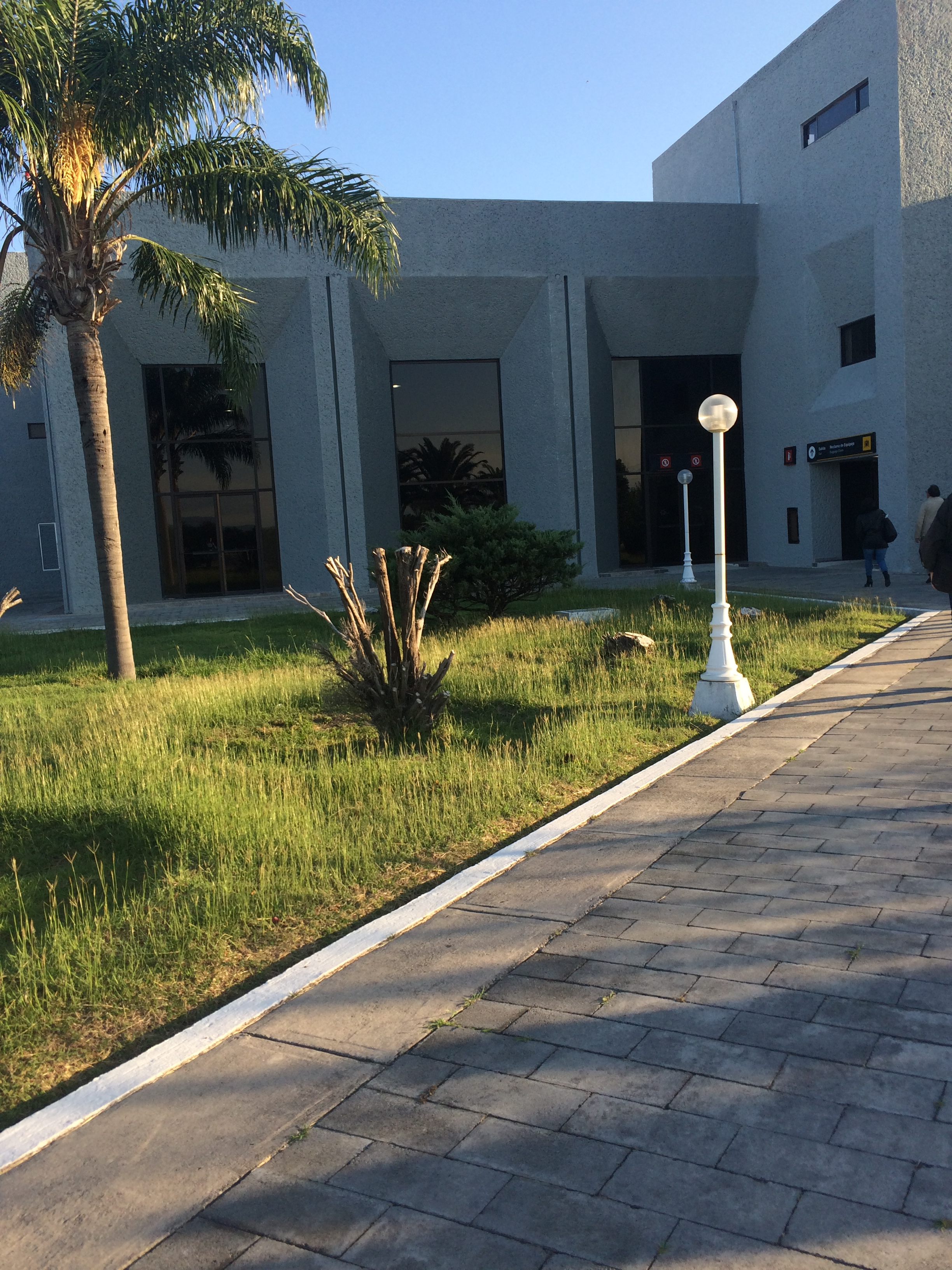
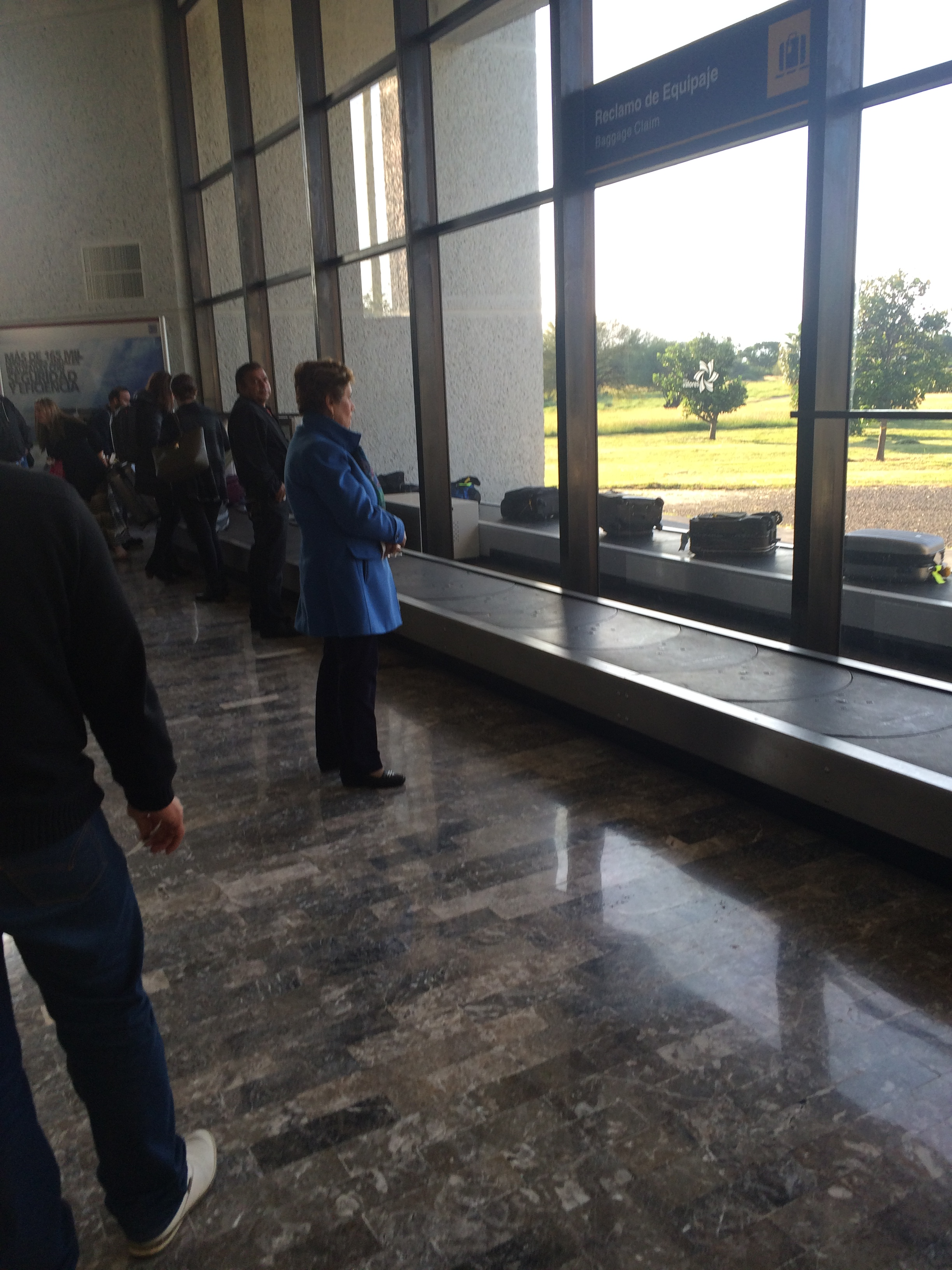
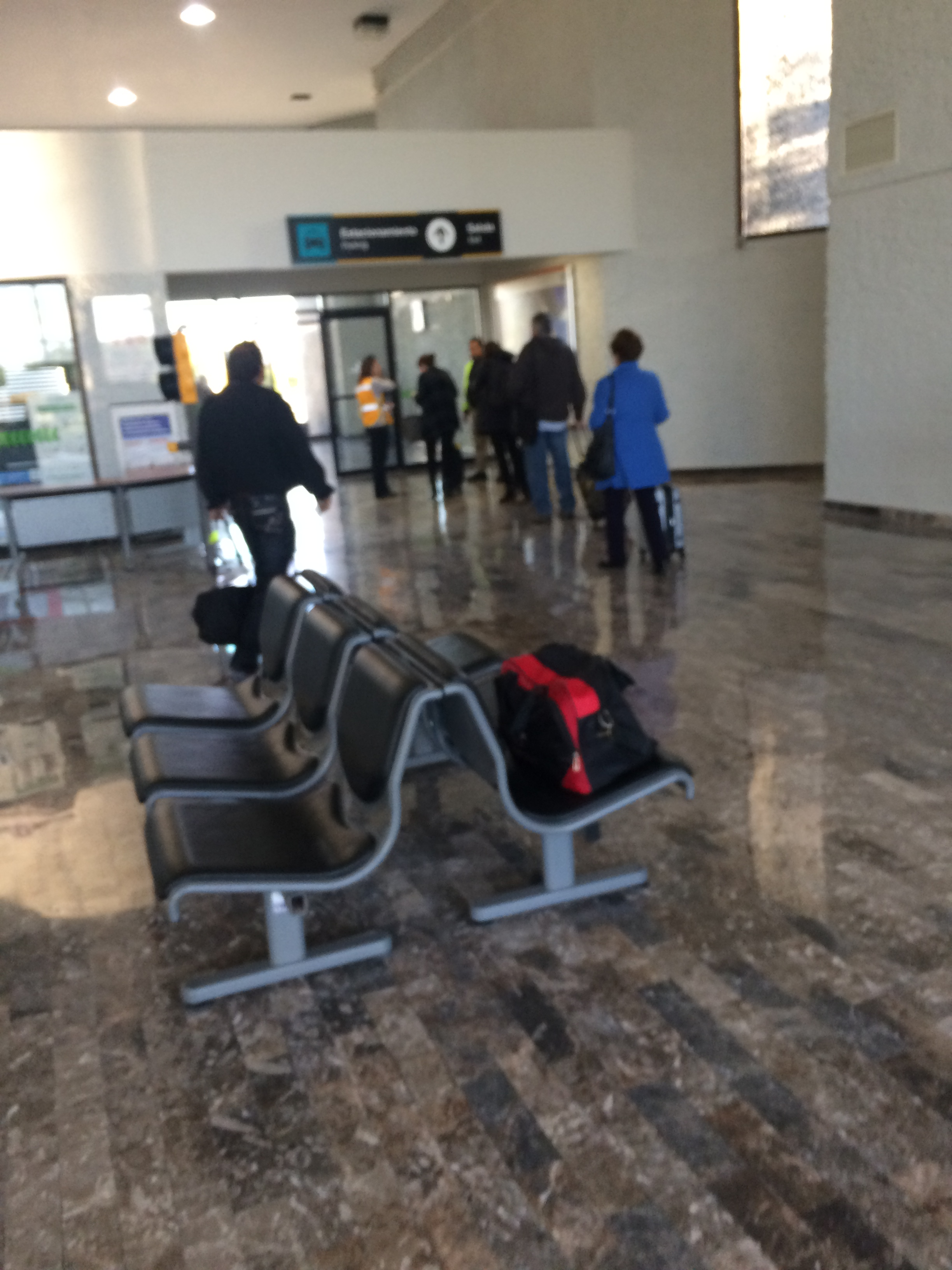
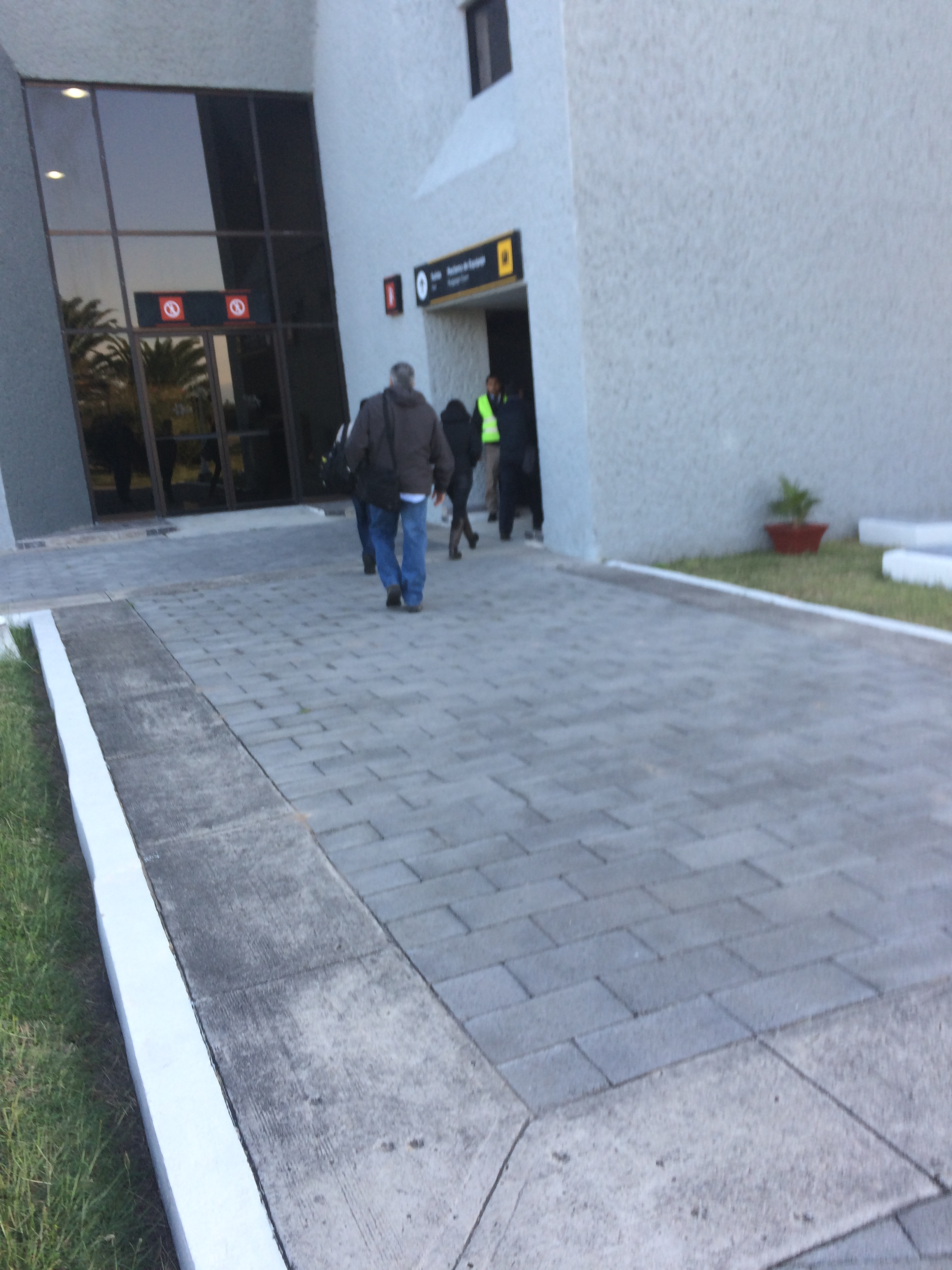

## Пассажиропоток
Данные из запроса в Викиданные.